# Niederkrüchten
Niederkrüchten è un comune di 15 075 abitanti della Renania Settentrionale-Vestfalia, in Germania.
Appartiene al distretto governativo (Regierungbezirk) di Düsseldorf ed al circondario (Kreis) di Viersen (targa VIE).